# Echo (Łódź)
Echo – dziennik wydawany w okresie II Rzeczypospolitej w Łodzi.
Początkowo dziennik wydawano pod nazwą Łódzkie Echo Wieczorne/ Zajmowało się tym wydawnictwo Jana Strzypułkowskiego o tej samej nazwie. Gazetę przemianowano na Echo w 1928. W tym samym roku redakcja pisma mieściła się przy ulicy Zawadzkiej 1, a administracja przy ulicy Piotrkowskiej 11. W 1939 redakcja mieściła się przy ulicy Żwirki (dawniej Karola) 2.